# Banda Azul
La Banda Azul (en inglés: Blue Riband) es una condecoración ofrecida al transatlántico que realizase la travesía a través del océano Atlántico en el menor tiempo.
El primer barco impulsado a vapor que cruzó el Atlántico realizó su travesía en 1833. La condecoración de la Banda Azul fue una creación de las compañías navieras en los años 1860, creada con la intención de dar publicidad por tener el orgullo de haber diseñado el barco más rápido. Hubo condecoraciones por cruzar el Atlántico en sentido oeste y este. Se sabe que el primero en establecer las normas fue Sir Harold Keates Hales (1868-1942), político británico y propietario de la naviera Hales Brothers Shipping Company, quien inició el concurso de forma oficial en 1930.

## Barcos que han logrado la Banda Azul
En la siguiente tabla se recogen los barcos que obtuvieron el récord por la travesía más rápida, incluso antes de que este premio fuera instituido. En estos casos, se ha incluido la fecha en que por primera vez fue lograda la condecoración:
| Barco                     | Bandera                        | Año  | Fechas                         | Naviera            | Origen      | Destino       | Distancia            | Tiempo           | Velocidad             |
| ------------------------- | ------------------------------ | ---- | ------------------------------ | ------------------ | ----------- | ------------- | -------------------- | ---------------- | --------------------- |
| Sirius                    |                                | 1830 | 4 – 22 de abril                | British & American | Queenstown  | Sandy Hook    | 3583 nmi (6635,7 km) | 18 d, 14 h, 22 m | 8,41 ns (15,58 km/h)  |
| Great Western             |                                | 1838 | 8 – 23 de abril                | GW                 | Avonmouth   | Nueva York    | 3220 nmi (5963,4 km) | 15 d, 12 h, 0 m  | 8,66 ns (16,04 km/h)  |
| Great Western             |                                | 1838 | 2 – 17 de junio                | GW                 | Avonmouth   | Nueva York    | 3140 nmi (5815,3 km) | 14 d, 16 h, 0 m  | 8,92 ns (16,52 km/h)  |
| Great Western             |                                | 1839 | 18 – 31 de mayo                | GW                 | Avonmouth   | Nueva York    | 3086 nmi (5715,3 km) | 13 d, 12 h, 0 m  | 9,52 ns (17,63 km/h)  |
| Columbia                  |                                | 1841 | 4 – 15 de junio                | Cunard             | Liverpool   | Halifax       | 2534 nmi (4693 km)   | 10 d, 19 h, 0 m  | 9,78 ns (18,11 km/h)  |
| Great Western             |                                | 1843 | 29 de abril – 11 de mayo       | GW                 | Liverpool   | Nueva York    | 3068 nmi (5681,9 km) | 12 d, 18 h, 0 m  | 10,03 ns (18,58 km/h) |
| Cambria                   |                                | 1845 | 19 – 29 de julio               | Cunard             | Liverpool   | Halifax       | 2534 nmi (4693 km)   | 9 d, 20 h, 30 m  | 10,71 ns (19,83 km/h) |
| América                   |                                | 1848 | 3 – 12 de junio                | Cunard             | Liverpool   | Halifax       | 2534 nmi (4693 km)   | 9 d, 0 h, 16 m   | 11,71 ns (21,69 km/h) |
| Europa                    |                                | 1848 | 14 – 23 de octubre             | Cunard             | Liverpool   | Halifax       | 2534 nmi (4693 km)   | 8 d, 23 h, 0 m   | 11,79 ns (21,84 km/h) |
| Asia                      |                                | 1850 | 18 – 27 de mayo                | Cunard             | Liverpool   | Halifax       | 2534 nmi (4693 km)   | 8 d, 14 h, 50 m  | 12,25 ns (22,69 km/h) |
| Pacific                   | Bandera de Estados Unidos      | 1850 | 11 – 21 de septiembre          | Collins            | Liverpool   | Nueva York    | 3050 nmi (5648,6 km) | 10 d, 4 h, 45 m  | 12,46 ns (23,08 km/h) |
| Baltic                    | Bandera de Estados Unidos      | 1851 | 6 – 16 de agosto               | Collins            | Liverpool   | Nueva York    | 3039 nmi (5628,2 km) | 9 d, 19 h, 26 m  | 12,91 ns (23,91 km/h) |
| Baltic                    | Bandera de Estados Unidos      | 1854 | 28 de junio – 7 de julio       | Collins            | Liverpool   | Nueva York    | 3037 nmi (5624,5 km) | 9 d, 16 h, 52 m  | 13,04 ns (24,15 km/h) |
| Persia                    |                                | 1856 | 19 – 29 de abril               | Cunard             | Liverpool   | Sandy Hook    | 3045 nmi (5639,3 km) | 9 d, 16 h, 16 m  | 13,11 ns (24,28 km/h) |
| Scotia                    |                                | 1863 | 19 – 27 de julio               | Cunard             | Queenstown  | Nueva York    | 2820 nmi (5222,6 km) | 8 d, 3 h, 0 m    | 14,46 ns (26,78 km/h) |
| Adriatic                  |                                | 1872 | 17 – 25 de mayo                | White Star         | Queenstown  | Sandy Hook    | 2778 nmi (5144,8 km) | 7 d, 23 h, 17 m  | 14,53 ns (26,91 km/h) |
| Germanic                  |                                | 1875 | 30 de julio – 7 de agosto      | White Star         | Queenstown  | Sandy Hook    | 2800 nmi (5185,6 km) | 7 d, 23 h, 7 m   | 14,65 ns (27,13 km/h) |
| City of Berlin            |                                | 1875 | 17 – 25 de septiembre          | Inman              | Queenstown  | Sandy Bank    | 2829 nmi (5239,3 km) | 7 d, 18 h, 2 m   | 15,21 ns (28,17 km/h) |
| Britannic                 |                                | 1876 | 27 de octubre – 4 de noviembre | White Star         | Queenstown  | Sandy Hook    | 2795 nmi (5176,3 km) | 7 d, 13 h, 11 m  | 15,43 ns (28,58 km/h) |
| Germanic                  |                                | 1877 | 6 – 13 de abril                | White Star         | Queenstown  | Sandy Hook    | 2830 nmi (5241,1 km) | 7 d, 11 h, 37 m  | 15,76 ns (29,19 km/h) |
| Alaska                    |                                | 1882 | 9 – 16 de abril                | Guion              | Queenstown  | Sandy Hook    | 2802 nmi (5189,3 km) | 7 d, 6 h, 20 m   | 16,07 ns (29,76 km/h) |
| Alaska                    |                                | 1882 | 14 – 21 de mayo                | Guion              | Queenstown  | Sandy Hook    | 2871 nmi (5317,1 km) | 7 d, 4 h, 12 m   | 16,67 ns (30,87 km/h) |
| Alaska                    |                                | 1882 | 18 – 25 de junio               | Guion              | Queenstown  | Sandy Hook    | 2886 nmi (5344,9 km) | 7 d, 1 h, 58 m   | 16,98 ns (31,45 km/h) |
| Alaska                    |                                | 1883 | 29 de abril – 6 de mayo        | Guion              | Queenstown  | Sandy Hook    | 2844 nmi (5267,1 km) | 6 d, 23 h, 48 m  | 17,05 ns (31,58 km/h) |
| Oregon                    |                                | 1884 | 13 – 19 de abril               | Guion              | Queenstown  | Sandy Hook    | 2861 nmi (5298,6 km) | 6 d, 10 h, 10 m  | 18,56 ns (34,37 km/h) |
| Etruria                   |                                | 1885 | 16 – 22 de agosto              | Cunard             | Queenstown  | Sandy Hook    | 2801 nmi (5187,4 km) | 6 d, 5 h, 31 m   | 18,73 ns (34,69 km/h) |
| Umbria                    |                                | 1887 | 29 de mayo – 4 de junio        | Cunard             | Queenstown  | Sandy Hook    | 2848 nmi (5274,5 km) | 6 d, 4 h, 12 m   | 19,22 ns (35,6 km/h)  |
| Etruria                   |                                | 1888 | 27 de mayo – 2 de junio        | Cunard             | Queenstown  | Sandy Hook    | 2854 nmi (5285,6 km) | 6 d, 1 h, 55 m   | 19,56 ns (36,23 km/h) |
| City of Paris             |                                | 1889 | 2 – 8 de mayo                  | Inman              | Queenstown  | Sandy Hook    | 2855 nmi (5287,4 km) | 5 d, 23 h, 7 m   | 19,95 ns (36,95 km/h) |
| City of Paris             |                                | 1889 | 22 – 28 de agosto              | Inman              | Queenstown  | Sandy Hook    | 2788 nmi (5163,4 km) | 5 d, 19 h, 18 m  | 20,01 ns (37,06 km/h) |
| Majestic                  |                                | 1891 | 30 de julio – 5 de agosto      | White Star         | Queenstown  | Sandy Hook    | 2777 nmi (5143 km)   | 5 d, 18 h, 8 m   | 20,1 ns (37,23 km/h)  |
| Teutonic                  |                                | 1891 | 13 – 19 de agosto              | White Star         | Queenstown  | Sandy Hook    | 2778 nmi (5144,8 km) | 5 d, 16 h, 31 m  | 20,35 ns (37,69 km/h) |
| City of Paris             |                                | 1892 | 20 – 27 de julio               | Inman              | Queenstown  | Sandy Hook    | 2785 nmi (5157,8 km) | 5 d, 15 h, 58 m  | 20,48 ns (37,93 km/h) |
| City of Paris             |                                | 1892 | 13 – 18 de octubre             | Inman              | Queenstown  | Sandy Hook    | 2782 nmi (5152,3 km) | 5 d, 14 h, 24 m  | 20,7 ns (38,34 km/h)  |
| Campania                  |                                | 1893 | 18 – 23 de junio               | Cunard             | Queenstown  | Sandy Hook    | 2864 nmi (5304,1 km) | 5 d, 15 h, 37 m  | 21,12 ns (39,11 km/h) |
| Campania                  |                                | 1894 | 12 – 17 de agosto              | Cunard             | Queenstown  | Sandy Hook    | 2776 nmi (5141,1 km) | 5 d, 9 h, 29 m   | 21,44 ns (39,71 km/h) |
| Lucania                   |                                | 1894 | 26 – 31 de agosto              | Cunard             | Queenstown  | Sandy Hook    | 2787 nmi (5161,5 km) | 5 d, 8 h, 38 m   | 21,65 ns (40,1 km/h)  |
| Lucania                   |                                | 1894 | 23 – 28 de septiembre          | Cunard             | Queenstown  | Sandy Hook    | 2782 nmi (5152,3 km) | 5 d, 7 h, 48 m   | 21,75 ns (40,28 km/h) |
| Lucania                   |                                | 1894 | 21 – 26 de octubre             | Cunard             | Queenstown  | Sandy Hook    | 2779 nmi (5146,7 km) | 5 d, 7 h, 23 m   | 21,81 ns (40,39 km/h) |
| Kaiser Wilhelm der Grosse |                                | 1898 | 30 de marzo – 3 de abril       | NDL                | The Needles | Sandy Hook    | 3120 nmi (5778,2 km) | 5 d, 20 h, 0 m   | 22,29 ns (41,28 km/h) |
| Deutschland               |                                | 1900 | 6 – 12 de julio                | HAPAG              | Eddystone   | Sandy Hook    | 3044 nmi (5637,5 km) | 5 d, 15 h, 46 m  | 22,42 ns (41,52 km/h) |
| Deutschland               |                                | 1900 | 26 de agosto – 1 de septiembre | HAPAG              | Cherburgo   | Sandy Hook    | 3050 nmi (5648,6 km) | 5 d, 12 h, 29 m  | 23,02 ns (42,63 km/h) |
| Deutschland               |                                | 1901 | 26 de julio – 1 de agosto      | HAPAG              | Cherburgo   | Sandy Hook    | 3141 nmi (5817,1 km) | 5 d, 16 h, 12 m  | 23,06 ns (42,71 km/h) |
| Kronprinz Wilhelm         |                                | 1902 | 10 – 16 de septiembre          | NDL                | Cherburgo   | Sandy Hook    | 3047 nmi (5643 km)   | 5 d, 11 h, 57 m  | 23,09 ns (42,76 km/h) |
| Deutschland               |                                | 1903 | 2 – 8 de septiembre            | HAPAG              | Cherburgo   | Sandy Hook    | 3054 nmi (5656 km)   | 5 d, 11 h, 54 m  | 23,15 ns (42,87 km/h) |
| Lusitania                 |                                | 1907 | 6 – 10 de octubre              | Cunard             | Queenstown  | Sandy Hook    | 2780 nmi (5148,5 km) | 4 d, 19 h, 52 m  | 23,99 ns (44,43 km/h) |
| Lusitania                 |                                | 1908 | 17 – 21 de mayo                | Cunard             | Queenstown  | Sandy Hook    | 2889 nmi (5350,4 km) | 4 d, 20 h, 22 m  | 24,83 ns (45,99 km/h) |
| Lusitania                 |                                | 1908 | 5 – 10 de julio                | Cunard             | Queenstown  | Sandy Hook    | 2891 nmi (5354,1 km) | 4 d, 19 h, 36 m  | 25,01 ns (46,32 km/h) |
| Lusitania                 |                                | 1909 | 8 – 12 de agosto               | Cunard             | Queenstown  | Ambrose Light | 2890 nmi (5352,3 km) | 4 d, 16 h, 40 m  | 25,65 ns (47,5 km/h)  |
| Mauretania                |                                | 1909 | 26 – 30 de septiembre          | Cunard             | Queenstown  | Ambrose Light | 2784 nmi (5156 km)   | 4 d, 10 h, 51 m  | 26,06 ns (48,26 km/h) |
| Bremen                    | Bandera de República de Weimar | 1929 | 17 – 22 de julio               | NDL                | Cherburgo   | Ambrose Light | 3164 nmi (5859,7 km) | 4 d, 17 h, 42 m  | 27,83 ns (51,54 km/h) |
| Europa                    | Bandera de República de Weimar | 1930 | 20 – 25 de marzo               | NDL                | Cherburgo   | Ambrose Light | 3157 nmi (5846,7 km) | 4 d, 17 h, 6 m   | 27,91 ns (51,69 km/h) |
| Bremen                    | Bandera de Alemania nazi       | 1933 | 27 de junio – 2 de julio       | NDL                | Cherburgo   | Ambrose Light | 3149 nmi (5831,9 km) | 4 d, 16 h, 48 m  | 27,92 ns (51,71 km/h) |
| Rex                       | Bandera de Italia              | 1933 | 11 – 16 de agosto              | Italian Line       | Gibraltar   | Ambrose Light | 3181 nmi (5891,2 km) | 4 d, 13 h, 58 m  | 28,92 ns (53,56 km/h) |
| Normandie                 | Bandera de Francia             | 1935 | 30 de mayo – 3 de junio        | CGT                | Bishop Rock | Ambrose Light | 2971 nmi (5502,3 km) | 4 d, 3 h, 2 m    | 29,98 ns (55,52 km/h) |
| Queen Mary                | Bandera del Reino Unido        | 1936 | 20 – 24 de agosto              | C-WS               | Bishop Rock | Ambrose Light | 2907 nmi (5383,8 km) | 4 d, 0 h, 27 m   | 30,14 ns (55,82 km/h) |
| Normandie                 | Bandera de Francia             | 1937 | 29 de julio – 2 de agosto      | CGT                | Bishop Rock | Ambrose Light | 2906 nmi (5381,9 km) | 3 d, 23 h, 2 m   | 30,58 ns (56,63 km/h) |
| Queen Mary                | Bandera del Reino Unido        | 1938 | 4 – 8 de agosto                | C-WS               | Bishop Rock | Ambrose Light | 2907 nmi (5383,8 km) | 3 d, 21 h, 48 m  | 30,99 ns (57,39 km/h) |
| United States             | Bandera de Estados Unidos      | 1952 | 11 – 15 de julio               | USL                | Bishop Rock | Ambrose Light | 2906 nmi (5381,9 km) | 3 d, 12 h, 12 m  | 34,51 ns (63,91 km/h) |